# Shin’ichirō Kawamata
Shin’ichirō Kawamata (japanisch 川俣 慎一郎 Kawamata Shin’ichirō; * 23. Juli 1989 in Gotemba) ist ein japanischer Fußballspieler.

## Karriere
Kawamata erlernte das Fußballspielen in der Jugendmannschaft von den Kashima Antlers. Seinen ersten Vertrag unterschrieb er 2008 bei Kashima Antlers. Der Verein spielte in der höchsten Liga des Landes, der J1 League. 2011 wurde er an den Ligakonkurrenten Vegalta Sendai ausgeliehen. 2012 kehrte er zu den Antlers zurück. 2020 wechselte er zum Nankatsu SC.

## Erfolge
Kashima Antlers
- AFC Champions League

Sieger: 2018
- J1 League

Meister: 2008, 2009, 2016
Vizemeister: 2017
- J.League Cup

Sieger: 2012, 2015
- Kaiserpokal

Sieger: 2010, 2016